# AK-55
 (mars 2018).
Si vous disposez d'ouvrages ou d'articles de référence ou si vous connaissez des sites web de qualité traitant du thème abordé ici, merci de compléter l'article en donnant les références utiles à sa vérifiabilité et en les liant à la section « Notes et références ».

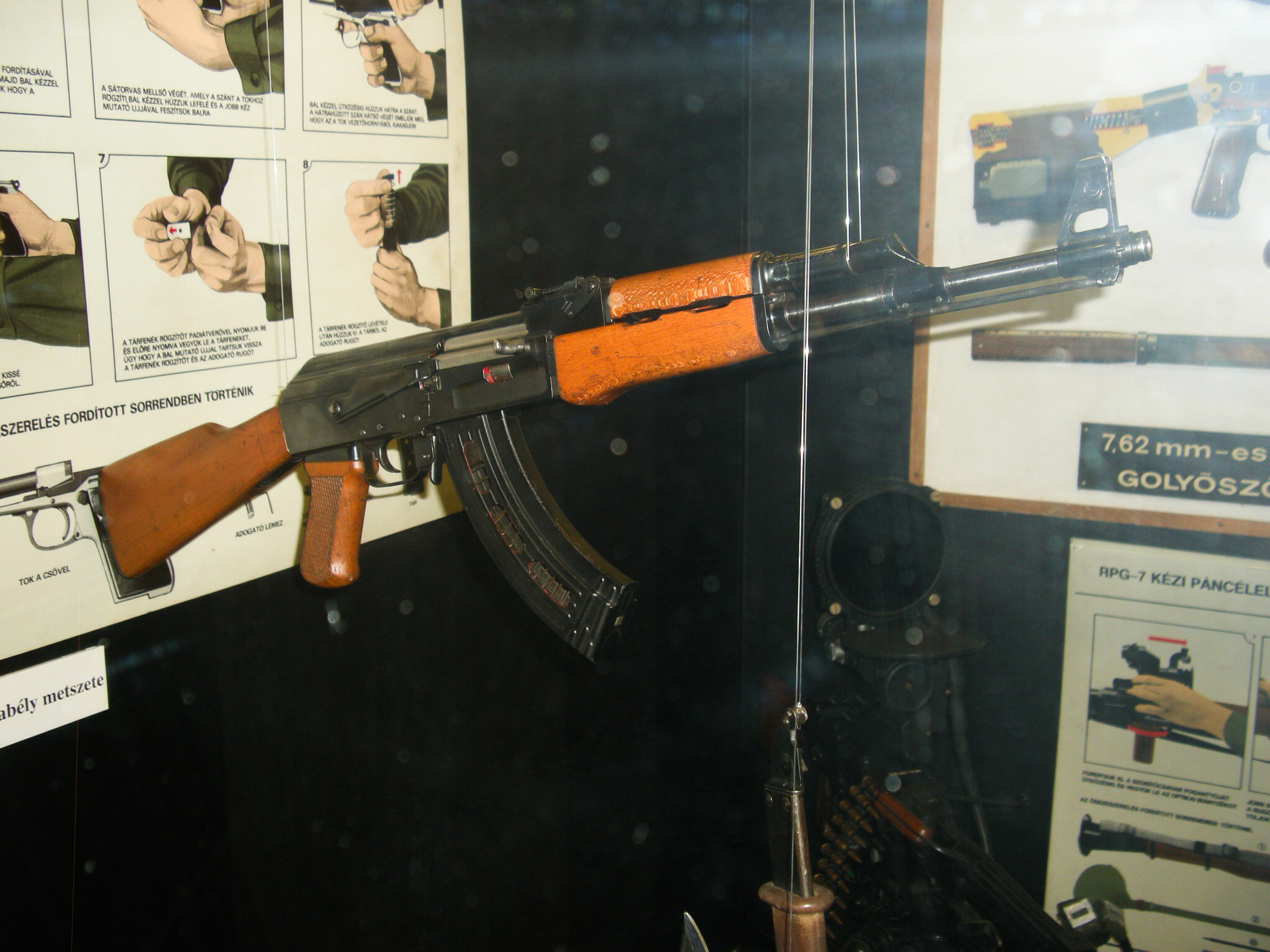
L'AK-55 : le Kalashnikov hongrois

Le Fusil d'assaut AK-55 est la version hongroise du AK-47.

## Les Kalachnikov hongroises dans la Honvéd
L'Armée hongroise adopta au lendemain de l'insurrection de Budapest une version nationale  du Kalachnikov identique (à l'exception des marquages) à l'original russe sous le nom d'AK-55. Elle se dota ensuite de deux versions originales de l'AKM, modifiés par la Fégarmy,  disponible avec crosse fixe (l' AKM-63) ou pliante (l'AMD-65) et dont le garde-main était remplacé par une poignée pistolet. Ensuite , les Hongrois ont fabriqué un AKMS à crosse pliante et chargeur de 5 coups pour tirer des grenades antichars ou antipersonnelles connue comme AMP-69.  Enfin, les militaires magyars en revinrent à l'AKM originale (mais avec une poignée pistolet plus carrée) sous la forme de l'AK-63.

## Fiche technique AK-55
- Munition : 7,62 × 39 mm
- Masse : 4,30 kg
- Longueur : 870 mm
- Canon : 415 mm
- Chargeur : 30 cartouches
- Cadence de tir théorique : 600 coups par minute

## Sources
Cette notice est notamment issue de la consultation du site hongrois kalasnyikov.hu.